# Edwin Brienen
Edwin Brienen est un réalisateur néerlandais, né le 15 juin 1971 à Alkmaar (Pays-Bas).

## Biographie
À un jeune âge, il travaille sur les émissions de radio et de télévision. Siège également au Chœur télévision célèbre de l'enfance pour les enfants. Brienen étudie la philosophie et la psychologie à l'Université d'Utrecht et l'Université Erasmus de Rotterdam. En 1993, il est employé par la radio néerlandaise VPRO et la télévision. Ses spectacles sont souvent au centre d'une controverse, dont un suicide mis en scène dans le programme Vacuüm. Brienen est l'initiateur de l'extravagances Porn X-Rated, un spectacle multimédia qui réunit l'art et la pornographie. Il est le présentateur de l'émission culte "Ultra Vista». Lors d'une absence de deux ans à la VPRO Brienen dirige les programmes de télévision très discutés, entre autres avec Theo van Gogh.

## Carrière Cinématographique

### Les Pays-Bas
En 2001, il écrit, réalise et produit son premier film Terrorama!, une histoire sombre sur six personnes traumatisées, toutes à la recherche de la 'liberté individuelle'. Qui pensent qu'elles l'ont trouvée dans un acte de terreur. Le film n'est pas admis au Festival du film néerlandais, en raison du caractère extrêmement violent. Esther Eva Verkaaik reçoit pour son rôle le prix de la meilleure actrice au Festival du film de Toronto Independent 2002. L'année que la production de Terrorama! Brienen retourne à la VPRO et produit un rapport en septembre sur la scène underground new-yorkaise. Il est témoin de l'attaque terroriste contre le World Trade Center, raison pour laquelle il doit annuler la première du film Terrorama! à New York.
Son dernier film néerlandais "Both Ends Burning" est montré en 2004. Brienen réside depuis quelque temps à Berlin et depuis il fait des films allemands ou anglais, souvent avec des acteurs qui sont internationalement connus.

### Les films de Berlin
La querelle avec le Festival du film hollandais sera réglée et "Last Performance" première en septembre 2006 lors de la 26e édition du festival. Ironiquement, le film a aucune influence hollandaise, le film en langue anglaise tourne à Berlin et à New York City.
En 2008 Brienen travaille en collaboration avec l'acteur autrichien Erwin Leder, notamment connu de Das Boot et le film américain culte Underworld. Les deux se connaissent pendant le tournage du film allemand Chien Fuck, dans lequel Brienen joue le rôle principal. Leder joue dans L'amour toujours un metteur en scène obsessionnel qui a étrangement des touches de Brienen.
Après Révision - Apocalypse II en 2009 Brienen décide de se concentrer sur les films allemands. En 2009, il fait Viva Europa! dans le cadre de 'La chute des régimes communistes en Europe'. Le film sera diffusé à la prestigieuse Volksbühne Berlin et il est d'un immense succès. Datant de 2011 Lena veut savoir finalement, c'est une comédie de style seventies trempée dans la mélancolie, et peut être vu comme le film le plus commercial de Brienen à ce jour. En 2012 sort son nouveau film dramatique et horrifique Exploitation.

## Filmographie

### Réalisateur
Longs métrages
- Lena will es endlich wissen (2011)
- Exploitation (2011)
- Viva Europa! (2009)
- Revision - Apocalypse II (2009)
- Phantom Party (2009)
- L'amour toujours (2008)
- I'd Like to Die a Thousand Times (2007)
- Last Performance (2006)
- Edwin Brienen's Hysteria (2006)
- Warum Ulli sich am Weihnachtsabend umbringen wollte (2005)
- Both Ends Burning (2004)
- Lebenspornografie (2003)
- Antifilm (2002)
- Terrorama! (2001)

Courts métrages
- Freier Fall - eisern einsam ist der Rummelkäpt'ns Weg (2009)
- Ich fang den Schuss mit meinem Gehirn (2007) (documentaire)
- U zij de Glorie (2006)
- My First Show (2006)
- Das absolut Böse (2005, korte film)